# (1361) Leuschneria
(1361) Leuschneria – planetoida z pasa głównego asteroid okrążająca Słońce w ciągu 5 lat i 154 dni w średniej odległości 3,09 au. Została odkryta 30 sierpnia 1935 w Observatoire Royal de Belgique w Uccle przez Eugène’a Delporte. Nazwa planetoidy pochodzi od Armina Leuschnera (1868–1953), amerykańskiego astronoma. Przed nadaniem nazwy planetoida nosiła oznaczenie tymczasowe (1361) 1935 QA.